# Cintura corazzata

Schema degli elementi comuni di una corazza delle navi da guerra. La cintura corazzata (A) si trova all'esterno, in corrispondenza della linea di galleggiamento. Sono anche indicati il ponte corazzato principale (B), la corazza inclinata del ponte (C) e la paratia anti-siluri (D).

Nelle navi militari la cintura corazzata era la fascia di corazzatura che cingeva i fianchi della nave all'altezza della linea di galleggiamento, posta a protezione della nave dai colpi d'artiglieria in arrivo orizzontalmente. La cintura, posta all'interno o all'esterno dello scafo, era tipicamente installata su navi da battaglia, incrociatori da battaglia, incrociatori e portaerei. 
Questo tipo di corazzatura era progettata per scongiurare la penetrazione di proiettili nel cuore della nave da guerra: quando era colpita da una granata d'artiglieria o da un siluro, la cintura assorbiva sia l'impatto che l'esplosione grazie al suo elevato spessore e robustezza, oppure sfruttava la sua inclinazione per deviare il proiettile e l'esplosione verso il basso.
Tipicamente, la corazza di cintura principale proteggeva la nave da guerra dal suo ponte principale arrivando ad una certa distanza al di sotto della linea dell'acqua; se, invece, era installata all'interno dello scafo, veniva inclinata per incrementare la protezione. La parte al di sotto della linea di galleggiamento veniva detta "cintura rastremata", mentre la parte superiore alla cintura corazzata vera e propria costituiva la fascia alla murata.
Lo spessore della corazzatura era massima in corrispondenza del ridotto centrale della nave per poi degradare fuori dal ridotto sia verso prua che verso poppa. Nella maggior parte delle navi da battaglia lo spessore della cintura corazzata andava dai 320 mm ai 350 mm, ma nelle Yamato giapponesi tale spessore raggiungeva i 410 mm mantenendosi inoltre costante lungo tutto lo sviluppo della cintura corazzata.

## La paratia anti-siluro

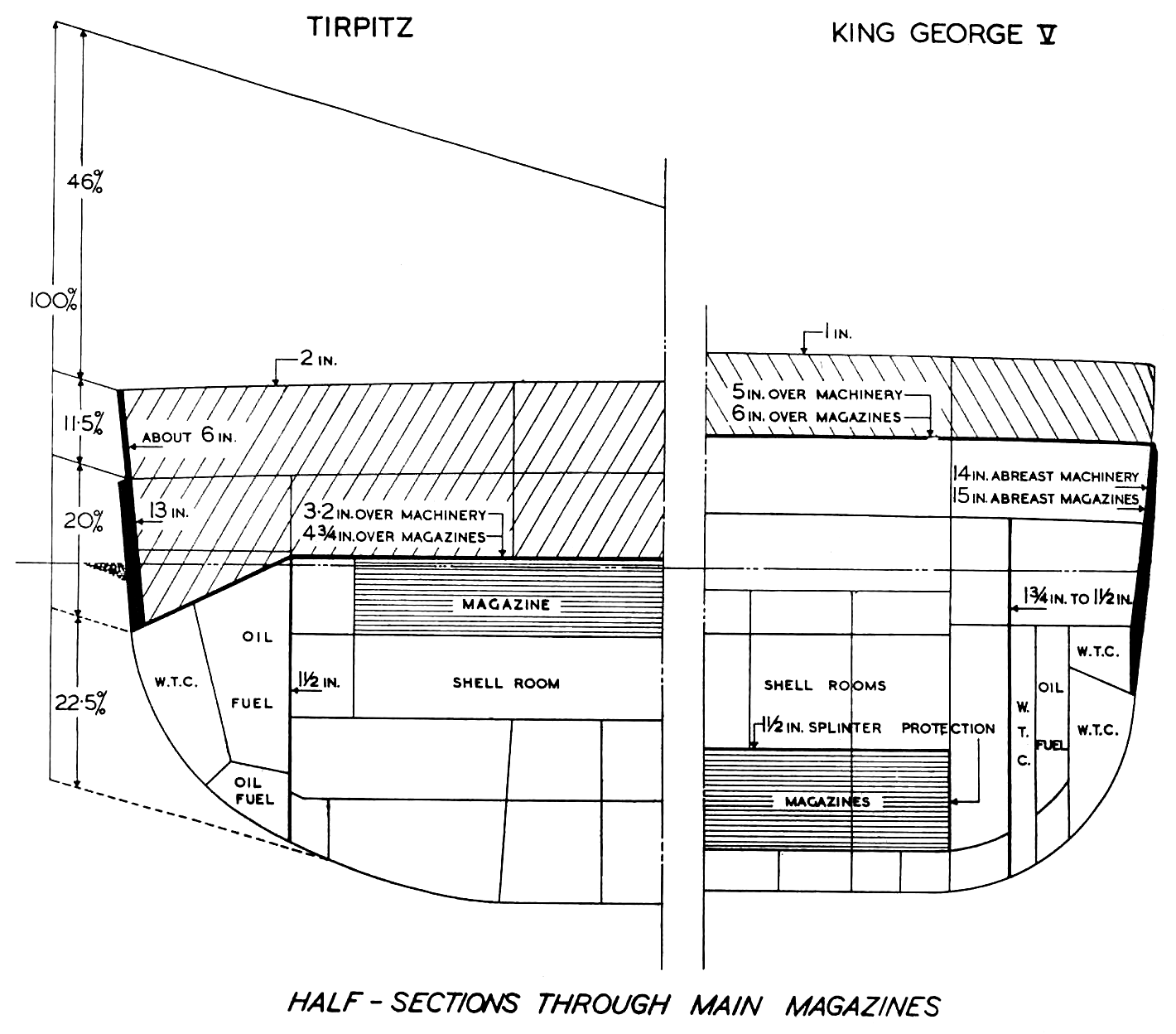
Corazza e protezione sott'acqua della King George V e della Tirpitz

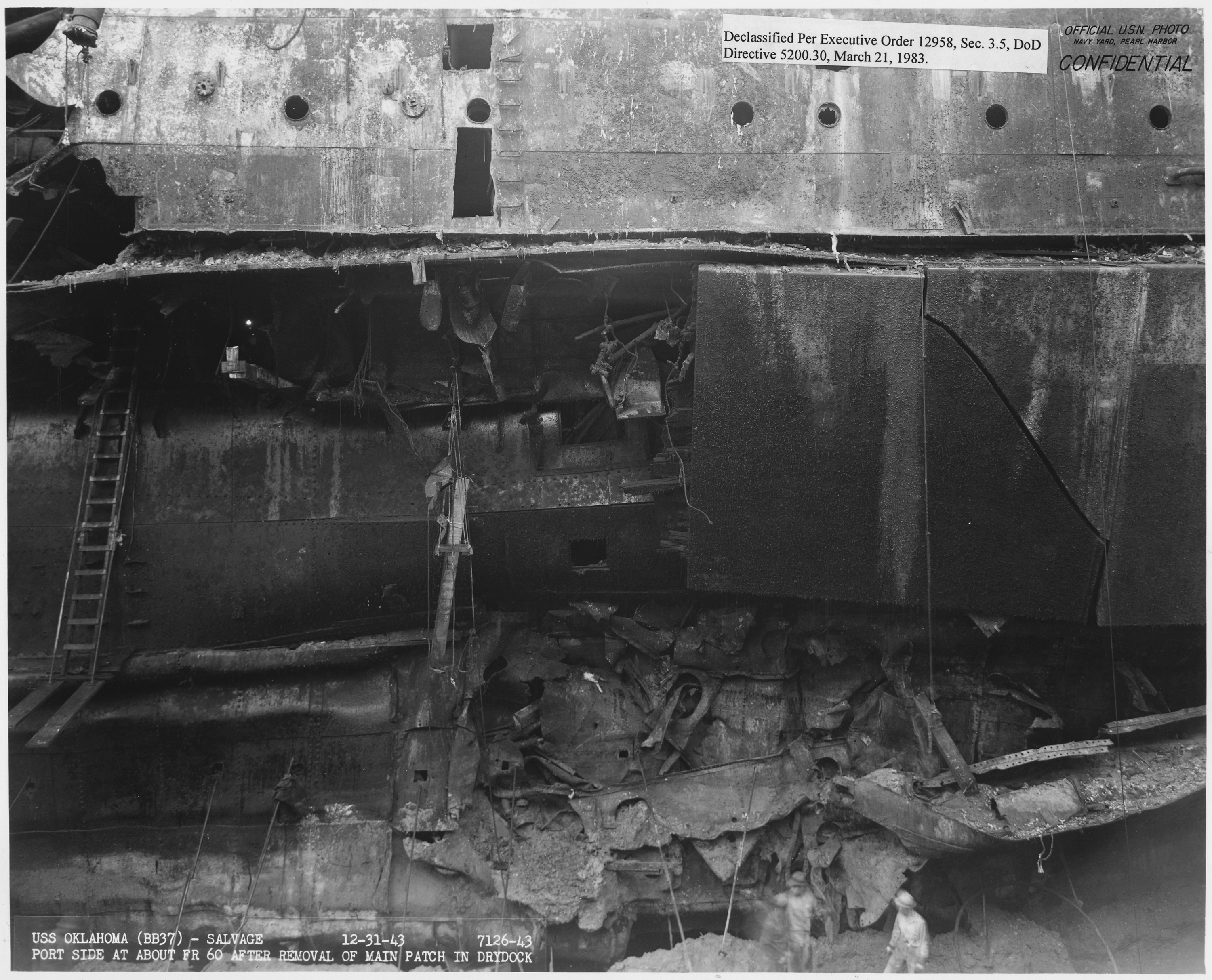
Cintura corazzata sulla danneggiata.

Spesso le piastre della cintura corazzata principale erano integrate con una paratia anti-siluro, distanziata di parecchi metri dietro la cintura stessa, progettata per mantenere l'integrità stagna della nave anche se la cintura principale fosse penetrata. Inoltre, gli spazi esterni attorno alla cintura principale in alcuni modelli di navi erano riempiti con serbatoi contenenti liquidi come olio combustibile, acqua di mare o acqua dolce: i liquidi in questi serbatoi assorbivano o disperdevano gran parte della forza esplosiva di testate e proiettili. In altri progetti, gli spazi esterni erano stati lasciati vuoti, consentendo a una parte dell'esplosione iniziale di dissiparsi, mentre gli strati liquidi interni avrebbero assorbito i frammenti e diffuso l'onda d'urto su una superficie più ampia. Per far fronte alla perdita dai serbatoi e all'acqua di mare in entrata, una paratia blindata impediva al liquido di passare in altre parti della nave. Questo disegno era presente nei progetti in sezione della Tirpitz e della HMS King George V.
Durante un combattimento, una nave da guerra poteva essere danneggiata pesantemente sott'acqua non solo da siluri, ma anche da proiettili di artiglieria navale di grosso calibro che si tuffavano in mare molto vicino alla nave bersaglio. Tali proiettili, in particolare i proiettili perforanti, potevano attraversare un breve tratto d'acqua, colpire la nave da guerra al di sotto della sua linea di galleggiamento e detonare in tale posizione, con un effetto distruttivo simile a un siluro. Per migliorare la protezione contro simili colpi, si aggiunse uno spazio d'aria tra la cintura e lo scafo per aumentare la galleggiabilità della nave da guerra.

## Cintura corazzata sottile
Alcuni tipi di navi da guerra avevano una cintura corazzata più sottile di quella effettivamente necessaria per la protezione dai proiettili. Questa soluzione era implementata su incrociatori da battaglia, navi da battaglia e portaerei in quanto riduceva il loro peso aumentandone così accelerazione e velocità. Un altro motivo era quello di rispettare le restrizioni del trattato navale di Washington sul dislocamento della navi da guerra.
Uno di questi metodi era la "corazzatura tutto o niente", in cui la cintura corazzata era eliminata da aree ritenute non vitali per il funzionamento della nave in battaglia. L'agilità ottenuta da tali processi era un grande vantaggio per le navi da guerra offensive che cercavano di portare rapidamente il loro potere di attacco sul nemico.
Per quanto riguarda le portaerei, la manovrabilità era sfruttata durante il lancio e il recupero degli aeromobili. Poiché gli aerei decollano e atterrano più facilmente quando volano nel vento, le portaerei accelerano in modo da raggiungere un'opportuna velocità in entrambi i casi, rendendo il decollo e l'atterraggio più sicuri e semplici. Per questo quasi tutte le grandi portaerei avevano una velocità di 30 nodi o più: per esempio, le USS Lexington e USS Saratoga, la seconda e terza portaerei a entrare nella U.S. Navy nel 1927.